# Guy Nosbaum
Guy Fernand Nosbaum (geboren am 18. Mai 1930 in Corbeil-Essonnes; gestorben am 13. August 1996 in Bagnolet) war ein französischer Ruderer, der 1960 eine olympische Silbermedaille gewann. 
Der für Société Nautique de la Marne rudernde Guy Nosbaum nahm 1952 in Helsinki erstmals an Olympischen Spielen teil. Der französische Vierer mit Steuermann in der Besetzung André Goursolle, Robert Texier, Guy Nosbaum, Claude Martin und Steuermann Didier Moureau gewann den ersten Vorlauf vor dem Boot aus der Sowjetunion und belegte im Halbfinale den zweiten Platz hinter dem Vierer aus den Vereinigten Staaten. Nur die Sieger der beiden Halbfinalläufe erreichten direkt das Finale, dazu kamen die Sieger aus drei Hoffnungsläufen. Die Franzosen belegten in ihrem Hoffnungslauf den dritten Platz hinter den Booten aus Finnland und aus der Sowjetunion. Bei den Europameisterschaften 1953 traten Nosbaum, Martin und Steuermann Daniel Forget im Zweier mit Steuermann an und gewannen den Titel vor den Deutschen und den Belgiern.
Guy Nosbaum gewann seine letzte internationale Medaille bei den Olympischen Spielen 1960 in Rom, als der französische Vierer mit Steuermann in der Besetzung Robert Dumontois, Claude Martin, Jacques Morel, Guy Nosbaum und Steuermann Jean Klein die Silbermedaille hinter dem deutschen Vierer erhielt. Die Franzosen hatten im Vorlauf den dritten Platz hinter den Booten aus der Sowjetunion und aus Österreich belegt und dann den Hoffnungslauf gewonnen. Im Halbfinale erreichten sie das Ziel mit fast zweieinhalb Sekunden Rückstand auf die Deutschen, im  Finale waren es exakt zweieinhalb Sekunden.